# Treff (Nachrichtendienst)
Als Treff wird das planmäßige Zusammenkommen von Personen bezeichnet, die für einen Nachrichtendienst tätig sind. In der Regel handelt es sich dabei um einen hauptamtlichen Führungsoffizier (oder einen Kurier) und eine Quelle (V-Mann). Treffs können der Anbahnung, Werbung, Schulung, Steuerung (Führung), Informationsübergabe oder Abschaltung dienen. 
Die Treffumstände sowie der Treffort werden nach nachrichtendienstlichen Grundsätzen ausgewählt und geplant. Die Treffbedingungen können in einer Treffanweisung festgehalten werden. In einem Treffbericht kann der Führungsoffizier die Treffumstände sowie die Treffinhalte (mitgeteilte/übergebene Informationen) niederschreiben. Kennen sich Führungsoffizier und Quelle noch nicht, wird von einem Erst-Treff gesprochen, die späteren Treffs sind Kenn-Treffs.
Vortreffs dienen dem kurzen heimlichen Austausch von Warnzeichen oder Hinweisen auf einen Haupttreff, Reservetreffs können im Voraus vereinbart werden, um bei Störungen ausweichen zu können. Zu den festgelegten Prozeduren gehören Signale, Zeichen und Parolen, um den Treff konspirativ zu halten.